# Gershom Mendes Seixas
Gershom Mendes Seixas (15 de janeiro de 1745 - 2 de julho de 1816) foi o primeiro líder religioso judeu nascido nos Estados Unidos. Um patriota americano, ele serviu como hazzan da Congregação Shearith Israel, a primeira sinagoga espanhola e portuguesa da cidade de Nova York, por cerca de cinco décadas. Primeiro clérigo judeu americano a fazer sermões em inglês, Mendes Seixas ficou conhecido por suas atividades cívicas e pela defesa da liberdade religiosa, participando da posse do presidente George Washington e ajudando a fundar o King's College, precursor do Universidade de Columbia.